# هدى الريحاني
هدى الريحاني (مواليد 28 أبريل 1975) ممثلة مغربية، تخرجت سنة 1998 من المعهد العالي للفن المسرحي والتنشيط الثقافي، شاركت في عدة أفلام ومسلسلات مغربية، اشتهرت بدورها في فيلم البرتقالة المرة.

## النشأة
وُلدت هدى الريحاني في 28 أبريل 1975 بمدينة الدار البيضاء، لكنها نشأت في مدينة ابن أحمد حيث كانت تقطن العائلة بحكم عمل الأب كموظف حكومي في بلدية المدينة، بينما تعود في أصولها إلى قبيلة بني يازغة في منطقة المنزل بإقليم صفرو.
أظهرت الريحاني منذ الطفولة شغفًا كبيرًا بالفن وميولًا للتمثيل، حيث كانت تحب ارتداء الأزياء الغريبة وتقليد الفنانين، وبعد حصولها على شهادة الباكالوريا، التحقت بالمعهد العالي للفن المسرحي والتنشيط الثقافي الذي تخرجت منه بشهادة في التمثيل سنة 1998.

## مسيرتها الفنية
في عام 1999، بدأت مسيرتها السينمائية بمشاركتها في فيلم فيها الملح والسكر أو مبغاتش تموت 1 للمخرج حكيم نوري. بالإضافة إلى التمثيل، تولّت الريحاني مهام مديرة المركز الثقافي لمدينة الزمامرة. عندما سافرت إلى مونتريال، تلقّت دورات في جامعة إتش إي سي مونتريال للحصول على شهادة في الإدارة. واستمرت مشاركاتها في مجال المسرح والتمثيل.

## أعمالها

### أفلام
- 1999: فيها الملح و السكر أو مبغاتش تموت 1
- 2002: تسقط الخيل تباعا
- 2002: قصة حب
- 2003: ثمن الرحيل
- 2003: رحمة
- 2003: خيط الروح
- 2003: الدار البيضاء باي نايت
- 2003: وجها لوجه
- 2004: فوق الدارالبيضاء الملائكة لا تحلق
- 2004: موسم جاف
- 2004: طريق مراكش
- 2004: ليلة ممطرة
- 2005: باب المدينة
- 2005: طلب عمل
- 2006: انكسار
- 2006: رأس الخيط
- 2007: تمزق
- 2007: البرتقالة المرة
- 2009: النوارس
- 2010: عند الفجر
- 2011: أياد خشنة
- 2011: نهار تزاد طفا الضو
- 2012: ذاكرة الطين
- 2015: مول البشكليط
- 2015: عايدة
- 2018: أبواب السماء

### مسلسلات
- 1998: السراب
- 1999: المصابون
- 2000: دواير الزمان
- 2001: كلها يلغي بلغاه
- 2004: ماريا نصار
- 2004 - 2005: يوميات مُدرّسة، برنامج تعليمي كان يُعرض على القناة الرابعة المغربية
- 2006 - 2009: البعد الآخر
- 2014: زينة
- 2016: لوبيرج
- 2016: بانكالو
- 2021: كلها او طريقو
- 2024: بين لقصور

### مسرحيات
- حراز عويشة
- الرقصة الأخيرة
- حنة إيدينا
- زوار الليل
- قائية
- دافع الأم
- پسكين
- السيد مانتيلا و طائره ماتي
- ملكة الجمال: جولي
- مقابر آجار
- LES ARGONAUTES 2000
- بنات لالة منانة
- حنة يدينا

## حياتها الشخصية
هدى الريحاني متزوجة من مخرج وأم لبنتين، وتحرص دائمًا على إبقاء عائلتها الصغيرة بعيدًا عن الأضواء.

## وصلات خارجية
- هدى الريحاني على موقع IMDb (الإنجليزية)
- هدى الريحاني على موقع قاعدة بيانات الأفلام العربية
- هدى الريحاني على موقع قاعدة بيانات الفيلم (الإنجليزية)